# Галкіно (Дзержинський район)
Галкіно (рос. Галкино) — присілок в Дзержинському районі Калузької області Російської Федерації.
Населення становить 272 особи. Входить до складу муніципального утворення Присілок Галкино.

## Історія
Від 2004 року входить до складу муніципального утворення Присілок Галкино.

## Населення
| 2002 | 2010 |
| ---- | ---- |
| 287  | ↘272 |